# ЦЕМРОС
ЦЕМРОС (предыдущее название до 16.02.2023 «Евроцеме́нт груп») — российский промышленный холдинг, лидер производства строительных материалов в России.
Входит в число системообразующих организаций России, утверждённых Правительственной комиссией по экономическому развитию и интеграции от 5 февраля 2015 года № 1. Согласно Forbes занимает 197 место в Топ-200 крупнейших частных компаний России (2021 год) и входит в Топ-5 крупнейших цементных компаний мира.
Объединяет 16 цементных заводов в России, а также более 30 карьеров по добыче нерудных материалов. Штаб-квартира в Москве. Предприятия компании расположены в 13 регионах: Республике Мордовия, Карачаево-Черкесской Республике, Архангельской, Белгородской, Брянской, Воронежской, Ленинградской, Липецкой, Рязанской, Самарской, Свердловской, Ульяновской и Челябинской областях.
В структуру ЦЕМРОС также входят компания «ЕВРОЦЕМЕНТ транспортные решения» и проектно-инжиниринговый центр ООО «Промпроект».

## История
«Евроцемент» был создан в 2002 году на базе ОАО «ШТЕРН Цемент», владевшим четырьмя цементными заводами — «Мальцовский портландцемент», «Михайловцемент», «Липецкцемент» и Савинский цементный завод. «Евроцемент» стал ведущим игроком российского рынка после покупки в 2005 году пяти цементных заводов компании «Интеко» и двух заводов, контролируемых московским СУ-155.
В 2006 году компания приобрела узбекское цементное предприятие — «Ахангаранцемент».
В 2012 году компания построила новое цементное предприятие в Подгоренском районе Воронежской области.
В конце 2014 года «Евроцемент груп» увеличил свои производственные мощности — компания приобрела крупнейшего в Поволжье производителя цемента — «Мордовцемент» и цементное предприятие группы ЛСР — «Петербургцемент» и современное предприятие в Ульяновской области — Сенгилеевский цементный завод.
В июле 2021 года Сбербанк, основной кредитор Евроцемент груп, закрыл продажу его акций и долговой нагрузки Михайловскому комбинату строительных материалов (ООО МКСМ) за 161 миллиардов рублей по итогам анализа предложений Российским аукционным домом. Продажа акций материнской компании и долга группы «Евроцемент» стала уникальной по размеру и структуре сделкой на российском рынке, проведённой в условиях прозрачной рыночной процедуры, в рамках которой участники сделали более 40 шагов на повышение цены предложения.
В феврале 2023 году компания «Евроцемент» провела ребрендинг, сменив название на «ЦЕМРОС». Новое название было выбрано по итогам конкурса среди сотрудников. Оно объединяет слова «цемент» и «Россия».
В мае 2023 года компания присоединилась к Социальной хартии российского бизнеса.
В сентябре 2023 года «ЦЕМРОС» запустил в промышленную эксплуатацию систему спутникового мониторинга автотранспорта «Пилот», которая будет отслеживать работу транспортных средств компании в отложенном режиме и в режиме реального времени.

## Собственники
«Евроцемент» принадлежал «Сбербанку» до июля 2021 года. В июле 2021 года стало известно, что «Сбербанк» продал акции материнской компании и долг группы компаний «Евроцемент» «Михайловскому комбинату строительных материалов» (МКСМ) за 161 млрд руб.
«Евроцемент груп» ранее контролировало (владело 55,4 % акций) компанию «Евроцемент». Ещё 44,6 % акций «Евроцемента» до конца 2006 года принадлежало фонду Russia Partners, а в дальнейшем были проданы компании Millhouse Capital Романа Абрамовича. В августе 2009 года было объявлено о том, что Millhouse продаёт эту долю Филарету Гальчеву. Компания «Евроцемент» прекратила деятельность в 2013 году.

## Руководство
Генеральным директором ЦЕМРОСа является Вячеслав Шматов.

## Деятельность
Цементные заводы компании «ЦЕМРОС»:
| Страна      | Название                      | Площадка                                | Год запуска | Год приобретения | Мощность, млн т |
| ----------- | ----------------------------- | --------------------------------------- | ----------- | ---------------- | --------------- |
| Флаг России | Мордовцемент                  | Республика Мордовия, р.п. Комсомольский | 1956        | 2014             | 10,643          |
| Флаг России | Сенгилеевский цементный завод | Ульяновская область, р.п. Цемзавод      | 2015        | 2014             | 2,365           |
| Флаг России | Петербургцемент               | Ленинградская область, г. Сланцы        | 2010        | 2014             | 2,602           |
| Флаг России | Мальцовский портландцемент    | Брянская область, Фокино                | 1899        | 2002             | 4,699           |
| Флаг России | Михайловцемент                | Рязанская область, Октябрьский          | 1963        | 2002             | 2,154           |
| Флаг России | Липецкцемент                  | Липецк                                  | 1963        | 2002             | 2,302           |
| Флаг России | Савинский цементный завод     | Архангельская область, Савинский        | 1966        | 2002             | 1,419           |
| Флаг России | Катавский цемент              | Челябинская область, Катав-Ивановск     | 1914        | 2003             | 1,774           |
| Флаг России | Невьянский цементник          | Свердловская область, Цементный         | 1913        | 2003             | 1,332           |
| Флаг России | Кавказцемент                  | Черкесск                                | 1974        | 2004             | 3,4             |
| Флаг России | Воронежский филиал            | Воронежская область, Подгоренский       | 2012        | 2005             | 3,075           |
| Флаг России | Пикалёвский цемент            | Ленинградская область, Пикалёво         | 1947        | 2005             | 2,598           |
| Флаг России | Осколцемент                   | Белгородская область, Старый Оскол      | 1969        | 2005             | 4,533           |
| Флаг России | Жигулёвские стройматериалы    | Самарская область, Жигулевск-7          | 1958        | 2005             | 2,010           |
| Флаг России | Белгородский цемент           | Белгород                                | 1949        | 2005             | 4,139           |
| Флаг России | Ульяновскцемент               | Ульяновская область, Новоульяновск      | 1961        | 2005             | 2,708           |

### Показатели деятельности
Выручка «Евроцемент груп» в 2017 году составила 63,8 миллиардов рублей.
Выручка «Евроцемент груп» в 2021 году составила 50,3 миллиардов рублей

## Продукция
Компания производит общестроительные цементы, специальные цементы для дорожного и мостового строительства, сульфатостойкие цементы, нерудные материалы (щебень различных фракций, карбонатные породы для производства асфальтобетона, камень строительный). В России продукция реализуется, через собственную торговую сеть, более 40 участков продаж.